# Sphenoptera rauca
Sphenoptera rauca es una especie de escarabajo del género Sphenoptera, familia Buprestidae. Fue descrita científicamente por Fabricius en 1787.
Se cree que es la única especie de este género que no ha realizado la denominada sutura elitral, es decir, «la línea en la que se unen los élitros cuando están plegados».

## Subespecies
- Sphenoptera rauca rauca (Fabricius, 1787)
- Sphenoptera rauca sexsulcata Théry, 1930

## Descripción
Sphenoptera rauca puede alcanzar una longitud de 13 a 15 milímetros (0,51 a 0,59 pulgadas). Las principales plantas hospedantes son Cynara y Eryngium. También de Onopordum y Cirsium.

## Distribución
Habita en la región paleártica. Más específicamente en Albania, Bosnia y Herzegovina, Bulgaria, Corsica, Croacia, Turquía, Francia metropolitana, 	Grecia, Italia, Macedonia, el Oriente Próximo, África del Norte, Portugal, Cerdeña, Sicilia, España y Yugoslavia.